# Gdynia Obłuże Leśne
Gdynia Obłuże Leśne – zlikwidowany przystanek osobowy PKP znajdujący się w Gdyni, w południowej części dzielnicy Obłuże. Do roku 1994 przez stację kursowały pociągi osobowe do stacji Gdynia Port Oksywie, obecnie kursują tędy tylko pociągi towarowe.
Przystanek to niewielki betonowy próg z pozostałością wiaty przystankowej (pozostała jedynie betonowa podstawa, metalowa góra prawdopodobnie rozkradziona), do stacji łatwo dojść od strony ulicy Kuśnierskiej.